# Salsola arbuscula
Salsola arbuscula är en amarantväxtart som beskrevs av Pall.. Salsola arbuscula ingår i släktet sodaörter, och familjen amarantväxter. Inga underarter finns listade i Catalogue of Life.